# Erstmarkt für sachwertbasierte Vermögensanlagen
Mit dem Begriff Erstmarkt wird der Teil des Finanzmarktes bezeichnet, auf dem sachwertbasierte Vermögensanlagen gezeichnet werden. Diese Form der Kapitalanlage hieß bis zum Inkrafttreten des Kapitalanlagegesetzbuches (KAGB) am 22. Juli 2013 geschlossener Fonds und wird heute als geschlossenes Investmentvermögen bezeichnet. Die börsenunabhängigen, unternehmerischen Beteiligungen bieten Anlegern die Möglichkeit, in Sachwerte wie z. B. Immobilien, Windräder oder Solarparks zu investieren und an deren Erträgen zu partizipieren.

## Produkterwerb auf dem Erstmarkt
Auf dem Erstmarkt für Sachwertinvestments werden Kapitalanlagen angeboten, die erst kürzlich von einem Fondsinitiator aufgelegt wurden und noch im Vertrieb dieses Anbieters sind. Anteile an diesen Investments werden vornehmlich über Banken, Sparkassen, selbständige Finanzvermittler oder Handelsplattformen offeriert.

## Abgrenzung Erstmarkt vom Zweitmarkt
Der Begriff Erstmarkt wird in erster Linie verwendet, um zwischen dem Erstmarkt und dem Zweitmarkt für sachwertbasierte Vermögensanlagen zu unterscheiden. Auf dem Zweitmarkt befinden sich im Gegensatz zu dem Erstmarkt Anteile an Fonds, bei denen der Vertrieb seitens des Fondsinitiators bereits abgeschlossen ist und der jetzige Gesellschafter das Investment noch vor Ende der Fondslaufzeit veräußern möchte.

## Digitaler Erstmarkt für Sachwertinvestments
Seit März 2017 existiert mit www.erstmarkt.de eine durch die Fondsbörse Deutschland initiierte digitale Handelsplattform für den Erstmarkt. Anhand eines mehrstufigen Prozesses können hier Anteile verschiedener Anbieter online vermittelt bzw. gezeichnet werden.